# Farinera El Progreso
La farinera El Progreso era una fàbrica del Poblenou de Barcelona, desapareguda junt amb la resta del sector d'Icària, engolit per la construcció de la Vila Olímpica. Una part de la seva maquinària es conserva al Museu de la Ciència i de la Tècnica de Catalunya (Terrassa) com a patrimoni industrial.

## Història
A la fi del segle xix, el Poblenou (conegut com «la Manchester catalana») era una de les majors zones industrials del país, essent la indústria farinera el seu cinquè sector productiu: Can Gili Nou i Can Gili Vell o La Fama (família Gili), El Progreso (família Rovira), La Perfección (família Salisachs), etc. Algunes d'aquestes famílies d'industrials fariners van emparentar, com ara els Salisachs i els Rovira.
La farinera El Progreso va ser fundada l'any 1879 per la societat Prats i Creuheras, i entre el 1888 i el 1893 va ser comprada i ampliada per l'industrial Ramon Rovira i Casanella, pare de l'industrial i polític Josep Rovira i Bruguera.
A la mort d'aquest darrer el 1925, n'esdevingué successor el seu cunyat Antoni Masferrer i Bartra, marit de la seva germana Clotilde, que va ser també president de l'Associació de fabricants de farines de la província de Barcelona (1928), i el 1948 va ser inscrita a títol d'aportació a la societat mercantil Antoni Masferrer SA, la qual signà un contracte de subministrament amb la societat Panificio Rivera Costafreda (Panrico) fins al seu enderrocament l'any 1988.

## Descripció
Es tractava d'un edifici de planta baixa i dos pisos, situat al xamfrà dels carrers dels Pirineus i Hortolans, a l'illa formada per aquest dos, el passeig del Cementiri (actual avinguda d'Icària) i el carrer de Drumen. Segons Josep Corredor Matheos, la composició de la façana, caracteritzada singularment pels seus capitells de tres cossos, recordava l'arquitectura militar de Catalunya de finals del segle xviii.